# Manfred Peschel
Manfred Peschel (* 12. April 1932 in Olbersdorf; † 26. Februar 2002 in Großschönau (Sachsen)) war ein deutscher Mathematiker, Systemtheoretiker und Kybernetiker sowie Professor für Steuerungs- und Regelungstechnik.

## Leben und Wirken
Manfred Peschel studierte von 1951 bis 1957 Mathematik an der Humboldt-Universität zu Berlin (HUB). Nach Abschluss des Studiums arbeitete er im Funkwerk Köpenick in Berlin und anschließend bis 1966 im Rechenzentrum der Humboldt-Universität (Leiter: Gunter Schwarze). 1965 wurde er mit der Arbeit Untersuchungen über den Begriff der Konvexität an der Humboldt-Universität promoviert. 
1966 wurde er als Ordentlicher Professor auf den Lehrstuhl für Steuerungs- und Regelungstechnik der damaligen Technischen Hochschule Karl-Marx-Stadt berufen. 1970 erfolgte seine Habilitation mit einer Arbeit zur kybernetischen Systemtheorie. 
Nach 1970 beschäftigte sich Peschel speziell mit Anwendungen der Theorie unscharfer Mengen in den Ingenieurwissenschaften sowie ab Mitte der 1970er Jahre mit der Modellierung von Wachstumsprozessen sowie der Strukturbildung und Selbstorganisation. Sein besonderes Interesse galt dabei der Modellierung dynamischer Systeme mit Hilfe der Lotka-Volterra-Gleichungen.
1972 erfolgte seine Rückkehr nach Berlin, hier war er von 1973 bis 1986 Leiter des Forschungsbereiches Mathematik und Kybernetik (später: Mathematik und Informatik) der Akademie der Wissenschaften der DDR (AdW). Außerdem gehörte er als Vertreter der DDR dem Internationalen Institut für angewandte Systemanalyse (IIASA) in Laxenburg bei Wien an. Im IIASA selbst wechselten die aus vielen Ländern der Welt stammenden Wissenschaftler häufig, sodass er in ein globales Kontaktnetzwerk hineingewachsen ist, zu dem aus der DDR auch seine Fachkollegen Horst Strobel (Hochschule für Verkehrswesen, Dresden) und Hans-Joachim Zander (Akademie der Wissenschaften der DDR/Zentralinstitut für Kybernetik und Informationsprozesse, Bereich Dresden) sowie Klaus Fuchs-Kittowski (Humboldt-Universität zu Berlin) gehörten.
Im Zeitraum 1986 bis 1989 war er am Zentrum für wissenschaftlichen Gerätebau und ab 1989 Bereichsleiter am Institut für Informatik und Rechentechnik (IIR) der AdW. Er war in dieser Zeit zugleich Sprecher des Rates der Institutsvertreter und dessen Vertreter am Runden Tisch der Akademie. Bei der Präsidentenwahl der AdW am 17. Mai 1990 gehörte er zu den fünf Wahlkandidaten, und durch das Wahlergebnis wurde der Mediziner Horst Klinkmann bestimmt, der dieses Amt bis 1992 als letzter Präsident der AdW ausübte.
1983 wurde Peschel für seine wissenschaftlichen Arbeiten auf dem Gebiet der kybernetischen Systemtheorie und ihrer Anwendung zur Modellbildung und Optimierung mit dem Nationalpreis der DDR III. Klasse für Wissenschaft und Technik ausgezeichnet.
1979 wurde er zum Korrespondierenden Mitglied der Akademie der Wissenschaften der DDR gewählt. Er war Mitglied der Leibniz-Sozietät der Wissenschaften zu Berlin.
Arbeitsgebiete von Peschel waren unter anderem Polyoptimierung, Theorie der Suchprozesse und Modellbildung. Er verfasste etwa 60 Fachbücher.

## Publikationen (Auswahl)
- Kybernetische Systeme. Reihe Automatisierungstechnik, Band 100. Verlag Technik, Berlin 1970.
- Helmut Otto, Manfred Peschel: Anwendung statistischer Methoden in der Regelungstechnik -Korrelations- und Spektralanalyse-. Reihe Automatisierungstechnik, Band 106. Verlag Technik, Berlin 1970.
- Kybernetik und Automatisierung. Reihe Automatisierungstechnik, Band 30. 4. Auflage. Verlag Technik, Berlin 1972.
- Anwendung statistischer Verfahren in der Regelungstechnik -Statistische Kennwertermittlung-. Reihe Automatisierungstechnik, Band 125. Verlag Technik, Berlin 1972.
- Anwendung statistischer Methoden in der Regelungstechnik -Statistische Modellbildung-. Reihe Automatisierungstechnik, Band 137. Verlag Technik, Berlin 1972.
- Statistische Methoden in der Regelungstechnik. Reihe Automatisierungstechnik, Band 61. 2. Auflage. Verlag Technik, Berlin 1974.
- Modellbildung für Signale und Systeme. 1. Auflage. Verlag Technik, Berlin 1978.
- Ingenieurtechnische Entscheidungen -Modellbildung und Steuerung mit Hife der Polyoptimierung-. 1. Auflage. Verlag Technik, Berlin 1980.